# 트리스투흐 어 베너워드

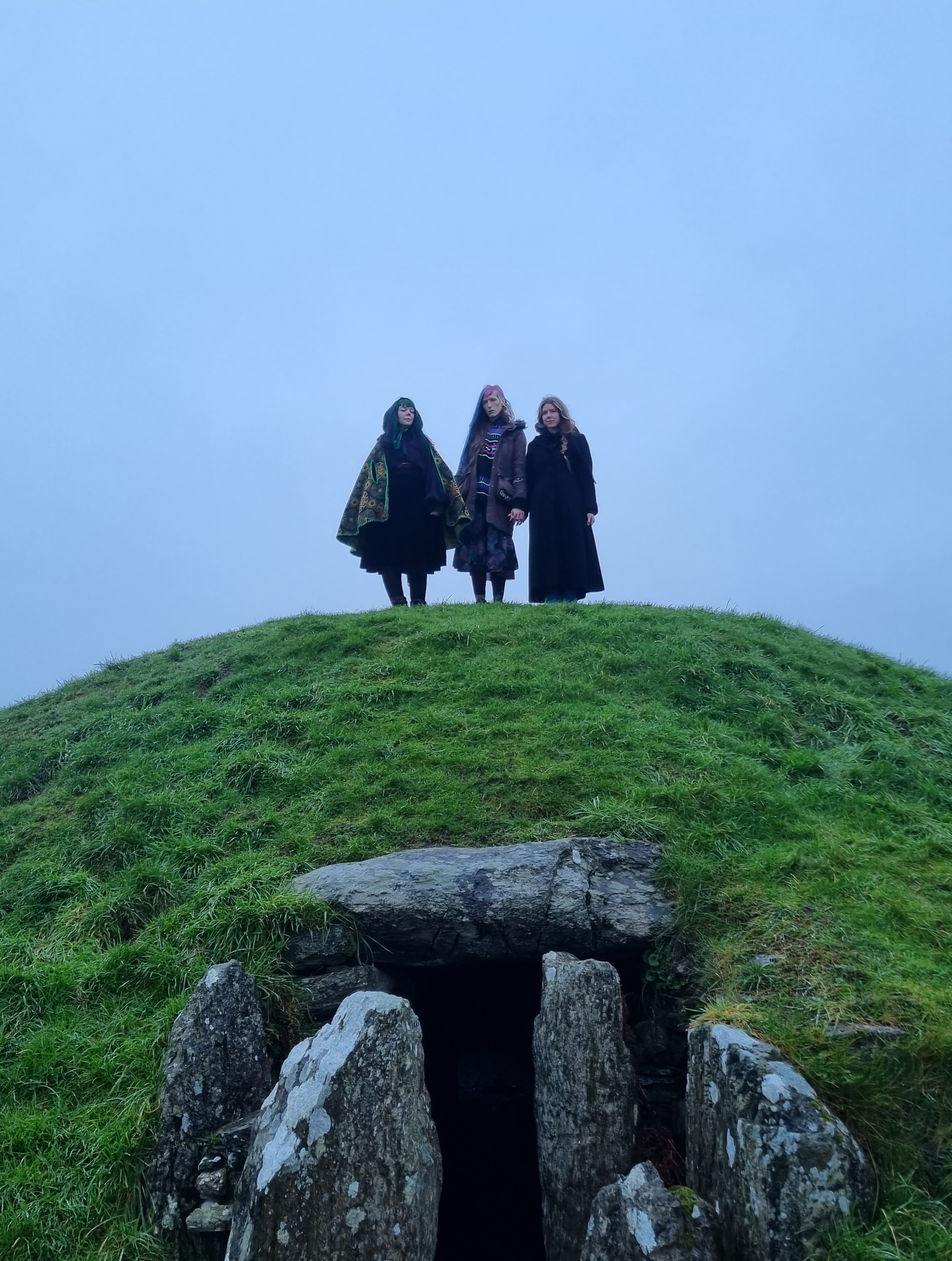
2022년 12월 트리스투흐 어 베너워드의 모습

트리스투흐 어 베너워드(웨일스어: Tristwch y Fenywod→여성의 슬픔)는 2022년 잉글랜드 웨스트요크셔주 리즈에서 결성한 밴드이다. 보컬리스트이자 치터 연주가 구렛셴 베르흐 리스베스, 베이시스트 겸 기타리스트 시드니 사르푸라이그, 전자 드럼 키트를 연주하는 레일라 러가드로 구성되어 있다.

## 경력
2022년 8월, 첫 작품으로 라이브 음반 《Yn Fyw Yn Wharf Chambers 12fed Gorffenaf 2022》을 발매했다. 2024년 9월 26일, 첫 번째 정규 음반 《Tristwch y Fenywod》를 발매했다.

## 디스코그래피
정규 음반
- 《Tristwch y Fenywod》 (2024)

라이브 음반
- 《Yn Fyw Yn Wharf Chambers 12fed Gorffenaf 2022》 (2022)